# Lambda Pegasi
Lambda Pegasi (λ Peg, λ Pegasi) é uma estrela localizada na constelação de Pegasus. Tem o nome tradicional de Sadalpheretz. Se encontra a 395 anos-luz da Terra e possui uma magnitude aparente de 3,961.
Lambda Pegasi é uma estrela gigante ou supergigante de classe G com uma temperatura de 4 710 K. Possui um raio de 30 raios solares e sua luminosidade é 400 vezes maior que a do Sol. Sua massa é estimada entre 3,7 e 4 massas solares. No futuro Lambda Pegasi morrerá como uma anã branca com cerca de 75% do tamanho do Sol.